# Carlo Pedrotti
Carlo Pedrotti (Verona, 14 marzo 1817 – Verona, 16 ottobre 1893) è stato un compositore e direttore d'orchestra italiano.

## Biografia
Si formò come allievo di Domenico Foroni a Verona, dove iniziò a comporre fin da giovanissimo opere per lo più comiche. Nel 1854 venne rappresentata alla Scala la sua opera drammatica più significativa: Genoveffa di Brabante.

Fu direttore d'orchestra ad Amsterdam fino al 1845, quando ritornò a Verona, dove svolse un'intensa attività presso il Teatro Filarmonico.

Nel novembre 1852 avviene la prima assoluta della sua Fiorina al Teatro Nuovo (Verona) che nel 1852 in gennaio ha la prima al Teatro Comunale di Bologna diretta da Pedrotti, in settembre al Teatro della Canobbiana di Milano diretta da Pedrotti e in dicembre al Teatro Verdi (Trieste) e nel 1854 torna al Teatro della Canobbiana diretta da Pedrotti.
Nel 1856, sempre al Teatro Nuovo di Verona, diresse la prima assoluta dell'opera che è considerata il suo capolavoro: Tutti in maschera.
Nel 1859 il 7 febbraio dirige la prima assoluta della sua Isabella d'Aragona con Antonietta Fricci per l'inaugurazione del Teatro Vittorio Emanuele di Torino, in aprile Tutti in maschera ha la prima al Teatro Regio di Parma e in ottobre Isabella d'Aragona ebbe la prima a Trieste.
Nel 1860 Tutti in maschera ebbe la prima a Bologna e nel 1861 in gennaio Fiorina ebbe la prima a Parma e Tutti in maschera a Trieste e in aprile dirige il successo della prima di Tutti in maschera al Teatro della Canobbiana.
Nel 1868 si recò a Torino a dirigere il Teatro Regio, dove fondò i concerti popolari e dove ebbe modo di incontrare Arturo Vigna durante i suoi studi..
Nel 1882 ebbe la nomina come direttore al Liceo Rossini di Pesaro dove introdusse un modello didattico che affiancava studi storici e letterari a quelli musicali. Questo, insieme alla qualità dei docenti da lui chiamati, portò a significativa fama l'istituto di Pesaro dove arriveranno studenti da tutta Italia e alcuni di questi assunsero poi a chiara fama.

Nel 1892, in occasione del centenario della nascita di Rossini, istituì le Celebrazioni Rossiniane durante le quali studenti e docenti si esibivano pubblicamente.
L'anno seguente fece ancora ritorno a Verona, dove il 16 ottobre 1893 una grave forma di depressione lo spinse ad uccidersi, gettandosi nelle acque dell'Adige.
Gli sono state dedicate tre vie: una a Torino, vicino a Corso Novara, una a Verona e un'altra a Pesaro. L'Auditorium del Conservatorio "G. Rossini" di Pesaro è a lui dedicato.

## Le opere
Pedrotti musicò sedici opere, prevalentemente opere buffe. Compose inoltre musica sacra e diverse liriche da camera.
- Lina - Teatro Filarmonico (Verona), 1840.
- Clara di Mailand - Verona, 1840.
- Matilde - Amsterdam, 1841.
- La figlia dell'arciere, libretto di Felice Romani - Amsterdam, 1844.
- Romea di Montfort, libretto di Gaetano Rossi - Teatro Filarmonico di Verona, 1846.
- Fiorina - Teatro Nuovo (Verona), 1851.
- Il parrucchiere della Reggenza, libretto di Gaetano Rossi - Teatro Nuovo di Verona, 1852.
- Gelmina - Teatro alla Scala di Milano, 1853 con Fanny Salvini Donatelli.
- Genoveffa di Brabante, libretto di Gaetano Rossi - Teatro alla Scala di Milano, 1854 con Giovanni Guicciardi.
- Tutti in maschera - Teatro Nuovo di Verona, 1856.
- Isabella d'Aragona - Teatro Vittorio Emanuele di Torino, 1859.
- La Guerra in Quattro - Teatro della Canobbiana di Milano, 1861 con Antonio Cotogni.
- Mazeppa - Teatro Comunale di Bologna, 1861 con Angelo Mariani (direttore d'orchestra) e Leone Giraldoni.
- Marion de Lorme, opera seria in 3 atti - Teatro Verdi (Trieste), 1865.
- Il favorito - Teatro Regio di Torino, 1870 con Teresa Stolz.
- Olema la schiava - Modena, 1872.